# Енергетична світність
Енергети́чна сві́тність {\displaystyle M_{e}} — фізична величина, одна з енергетичних фотометричних величин. Характеризує потужність оптичного випромінювання, що випромінюється малою ділянкою поверхні одиничної площі. Дорівнює відношенню потоку випромінювання {\displaystyle d\Phi _{e}}, що випускається малою ділянкою поверхні джерела випромінювання, до його площі {\displaystyle dS}:
{\displaystyle M_{e}={\frac {d\Phi _{e}}{dS}}.}
Кажуть також, що енергетична світність — це поверхнева густина потоку випромінювання.
Чисельно енергетична світність дорівнює середньому за часом модулю складової вектора Пойнтінга, перпендикулярної до поверхні. Усереднення при цьому виконується за час, що істотно перевершує період електромагнітних коливань.
Одиниця вимірювання в Міжнародній системі одиниць (SI): Вт.м−2.
Випромінювання, що випускається, може виникати в самій поверхні, тоді кажуть про самосвітну поверхню. Інший варіант спостерігається за зовнішнього освітлювання поверхні. В таких випадках деяка частина потоку, що падає, внаслідок розсіювання та відбиття обов'язково повертається назад. Тоді вираз для енергетичної світності має вигляд:
{\displaystyle M_{e}=(\rho +\sigma )\cdot E_{e},}
де {\displaystyle \rho } і {\displaystyle \sigma } — коефіцієнт відбиття і коефіцієнт розсіяння поверхні відповідно, а {\displaystyle E_{e}} — її опроміненість.

## Спектральна густина енергетичної світності
Спектральна густина енергетичної світності {\displaystyle M_{e,\lambda }(\lambda )} — відношення величини енергетичної світності {\displaystyle dM_{e}(\lambda ),} що припадає на малий спектральний інтервал {\displaystyle d\lambda ,}, розташований між {\displaystyle \lambda } і {\displaystyle \lambda +d\lambda }, до ширини цього інтервалу:
{\displaystyle M_{e,\lambda }(\lambda )={\frac {dM_{e}(\lambda )}{d\lambda }}.}
Одиницею вимірювання {\displaystyle M_{e,\lambda }} в системі SI є Вт·м−3. Оскільки довжини хвиль оптичного випромінювання прийнято вимірювати в нанометрах, то на практиці часто використовується Вт·м−2·нм−1.

## Світловий аналог
В системі світлових фотометричних величин аналогом енергетичної світності є світність {\displaystyle M_{v}}. Стосовно енергетичної світності світність є редукованою фотометричною величиною, одержуваною з використанням значень відносної спектральної світлової ефективності монохроматичного випромінення для денного зору {\displaystyle V(\lambda )}:
{\displaystyle M_{v}=K_{m}\cdot \int \limits _{380~nm}^{780~nm}M_{e,\lambda }(\lambda )V(\lambda )d\lambda ,}
де {\displaystyle K_{m}} — максимальна світлова ефективність випромінювання, рівна в системі SI 683 лм/Вт. Її чисельне значення випливає безпосередньо з визначення кандели.